# Wagenfabrik Gille
Die Wagenfabrik Gille war ein großes Unternehmen im Braunschweig des 18. und 19. Jahrhunderts, das bereits vor der Industriellen Revolution in großem Maßstab Kutschen und Fuhrwerke produzierte. In der Mitte des 19. Jahrhunderts hatte das Unternehmen eine marktbeherrschende Stellung in der Stadt.

## Geschichte
Im Jahr 1758 kaufte der Sattlermeister Redewald in Braunschweig rohe Wagen auf, stattete sie mit Polsterung aus, sorgte für die Lackierung und verkaufte sie weiter. Erst sein Schwiegersohn (Johann) Ernst Gille begann mit der Herstellung von Wagen im eigenen Betrieb. Dessen Sohn (Johann) Christian erwarb in Paris und London Kenntnisse im Wagenbau. In den Braunschweiger Adressbüchern taucht im Zusammenhang mit der Wagenfabrik ab 1828 nur noch Gille junior auf. In diesem Jahr war er als „Gille, Chr., herzogl. Hof-Wagenfabrikant und Sattlermeister, Steinweg 1934“ verzeichnet. Er leitete den Betrieb in Braunschweig laut Richard Bettgenhaeuser bis 1852. In den Braunschweiger Adressbüchern wird er allerdings bereits im Jahr 1850 zum letzten Mal erwähnt. Die Wagenfabrik Gille ging dann in die Hände Friedrich Müllers über und firmierte zeitweise als Hofwagenfabrik Fr. Müller. Ab 1873 war der Inhaber der Fabrik Paul Kathe. Er ist um die Wende zum 20. Jahrhundert noch nachweisbar.

### Die Ära Gille
Gille senior und junior profitierten von dem gestiegenen Bedarf an Wagen, der um die Wende zum 19. Jahrhundert einsetzte. Es war der Firma gelungen, sich die Aufträge zum Neubau und zur Instandhaltung der Postwagen auf den Strecken Braunschweig–Hamburg, Braunschweig–Holzminden und Braunschweig–Helmstedt–Magdeburg zu sichern. Dafür erhielt sie jährlich einen festen Betrag. Gille belieferte außerdem etwa ab 1800 auch das Militär sowie das Herzogshaus. Carl Wilhelm Ferdinand von Braunschweig soll Gille einmal das Holz zu einem weiteren Fabrikgebäude geschenkt haben. Zu Gilles Zeit wurden jährlich etwa 20 bis 30 Fahrzeuge produziert; eine Vielzahl von Stellmachern, Sattlern und Schmieden arbeitete in Gilles Betrieb.
1824 erregte ein Reisewagen Aufsehen, der bei Gille für den Herzog von Braunschweig angefertigt worden war. Das von der „kunstbewährten Wagenfabrik von Gille, Vater und Sohn“ hergestellte Fahrzeug wurde in Dinglers Polytechnischem Journal als „auch unter schönen Staatswagen noch schön“ beschrieben. Der blau lackierte Wagen war reich verziert und mit Wappenschilden versehen, die aber offenbar mit wenig Aufwand abgewandelt werden konnten, wenn der Herzog inkognito unterwegs war. Er war ferner mit einer Zylinderuhr und einer Beleuchtungsanlage ausgestattet, die auch zum Heizen und Wasserkochen verwendet werden konnte. Durch diese Anlage konnte auch Kontakt mit der Dienerschaft außerhalb des Wageninnenraums aufgenommen werden. Im vorderen Teil des Wagens befand sich ein Arbeitsplatz mit Schreibtisch und Bücherschränken, ferner war für Flaschen, Gläser und Speiseservice sowie für verschiedene Waffen gesorgt. Der Wagen hatte außerdem ein Schlafabteil mit einem Bett „in völliger Mannslänge“. Außerdem wurde ein Klappbett samt Vorhängen und Himmel mitgeführt, das innerhalb von fünf Minuten einsatzbereit sein sollte. Diese Bettstelle war von einem Schlossermeister ausgeführt worden.
Die Wagenfabrik Gille war erfolgreich und gehörte zeitweise zu den höchstbesteuerten Unternehmern Braunschweigs. Zwischen 1835 und 1850 war Christian Gille nach Carl Friedrich Franquet, dem Inhaber der Zichorienfabrik Ludwig Otto Bleibtreu, der zweitbedeutendste Fabrikant der Stadt, gleichzeitig hatte er mit Braunschweiger Politikern wie Adolf Aronheim und Egmont Lucius erheblichen Einfluss auf den dortigen Arbeiterverein. 1845 arbeiteten bei Gille etwa ebenso viele Gesellen wie bei allen anderen Stellmachern und Schmieden der Stadt zusammen. In einer Beschwerde aus diesem Jahr bezeichnete die Konkurrenz diesen Zustand als „zutiefst unnatürlich“ und schrieb weiter: „Man findet wohl in keiner Branche der Industrie, dass ein Mann, der ein Fabrikgeschäft betreibt, wie ein Wagenfabrikant, so viele verschiedene Gewerke nebeneinander betreiben und so vielen Meistern, welchen die Erlernung ihrer Profession so viele Mühe und Geld gekostet hat und welche nach endlicher Erreichung des sich vorgesteckten Ziels die Früchte ihrer Mühe zu ernten gedenken, die Arbeit, worauf sie doch behuf ihres und der Ihrigen Unterhalt angewiesen sind, entreißen darf!“. Die Beschwerde wurde jedoch von den Behörden abgewiesen.
Die Firma Gille stand in enger Beziehung zu Stadtdirektor Wilhelm Bode. 1844 waren Bode und  Johann Christian Gille in den Eisenbahnunfall von Jerxheim verwickelt, wovon noch ein bemaltes Tablett zeugt, das Bode zur Erinnerung an die überstandene Gefahr geschenkt erhielt. Es befindet sich im Städtischen Museum von Halberstadt.

### Die Ära Müller/Kathe
In den 1870er und 1880er Jahren nahm das Geschäft einen Aufschwung, der einen Neubau der Fabrik zur Folge hatte. Ab 1885 wurden Dampfmaschinen genutzt. Mehrfach wurden im letzten Viertel des 19. Jahrhunderts die Liegenschaften des Unternehmens erweitert. Zwischen 1876 und 1898 stieg die Zahl der beschäftigten Arbeiter von etwa 45 auf ungefähr 85. Waren im Jahr 1876 noch 97 neue Fahrzeuge hergestellt worden, so waren es 1898 bereits 120; dazu kamen etwa 500 Fahrzeugreparaturen. Gegen Ende des 19. Jahrhunderts wurden zahlreiche Maschinen beim Fahrzeugbau und der -reparatur eingesetzt. Während mit dem Aufkommen des Fahrrads und der Straßenbahn als Verkehrsmittel sowie vor allem auch mit dem Bau der Harzer Schmalspurbahnen das Gewerbe der Lohnkutscherei zurückging und damit für die Wagenfabrik ein Verdienstzweig wegfiel, konnte der ehemals Gillesche Betrieb damals andererseits beim Bau von Luxus-, Geschäfts- und Reklamewagen einen Zuwachs verzeichnen. Auch die Post war nach wie vor ein wichtiger Abnehmer.
Wagen aus Kathes Zeit finden sich hin und wieder noch im Handel.

## Bedeutung
Gille und seine Nachfolger Müller und Kathe waren das größte Unternehmen seiner Art in Braunschweig.